# Carlarius heudelotii
Mâchoiron banderille
Espèce
Statut de conservation UICN

 LC  : Préoccupation mineure
Carlarius heudelotii, le Mâchoiron banderille, appelé aussi localement Mâchoiron, Poisson chat ou Silure, est une espèce de poissons osseux de la famille des Ariidae. C'est une espèce démersale marine se rencontrant également dans les eaux saumâtres (estuaires et lagunes côtières) et douces de la côte ouest de l'Afrique,.

## Répartition
Ce taxon se rencontre dans les eaux tropicales de l'ouest de l'Afrique (15°N - 9°S) entre 15 et 75 m de fond et en particulier dans les pays suivants : Angola, Bénin, Cameroun, Côte d'Ivoire, Gabon, Gambie, Ghana, Guinée équatoriale, Guinée-Bissau, Guinée, Liberia, Mauritanie, Nigeria, République du Congo, République démocratique du Congo, Sierra Leone, Sénégal, Togo.

## Description
Les Ariidae sont des poissons-chats qui se caractérisent par la présence de trois paires de barbillons, deux narines rapprochées de chaque côté de la tête, des nageoires dorsale et anale courtes, une nageoire caudale fourchue et la présence d'une nageoire adipeuse ; leur tête est recouverte de plaques osseuses,. Le genre Carlarius se distingue du genre Arius par le fait que la ligne latérale ne se bifurque pas dans la région caudale, atteignant le lobe supérieur de la nageoire caudale, et que l'os épi-occipital est exposé sur la partie dorsale du crâne. Chez C. heudelotii les dents palatines forment une seule paire de petites taches arrondies, parfois absentes d'un ou des deux côtés ; lorsqu'elles sont présentes, les deux taches sont largement séparées. Le poids maximal publié pour cette espèce est de 8,5 kg, pour une longueur maximale de 83 cm. Ces poissons ont des rayons venimeux sur leurs nageoires pectorales qui sont douloureux en cas de blessure.

## Biologie
Les Ariidae sont une composante importante des populations démersales des côtes d'Afrique de l'Ouest. Ils appartiennent à la communauté des Sciaenidés côtiers,, caractéristiques des fonds meubles de la côte et des eaux chaudes, potentiellement dessalées, à proximité des estuaires. Parmi eux, Carlarius heudelotii est une espèce marine-estuarienne au sens d'Albaret, c'est-à-dire une espèce marine fortement euryhaline abondante dans les milieux estuariens et lagunaires, mais qui ne s'y reproduisent pas. Dans la guilde écologique proposée par Whitfield en 2005 pour les poissons des estuaires d'Afrique centrale et de l'Ouest, C. heudelotii est un égaré marin dont seule une petite partie de la population pénètre dans les estuaires et lagune côtières, généralement près de l'embouchure. Néanmoins, l'espèce peut se rencontrer occasionnellement très en amont des estuaires (jusqu'à 117 km de l'embouchure dans le fleuve Gambie).
Elle a représenté un pourcentage élevé (65 % parmi 4 775 individus capturés) des Ariidae capturés au cours de pêches expérimentales conduites dans les zones côtières, estuariennes et lagunaires d'Afrique de l'Ouest. Au cours de ces pêches expérimentales, la médiane des salinités où les C. heudelotii ont été capturés était de 25, les températures entre 20,7 °C et 32 °C (médiane 27 °C) et une transparence de l'eau de 0,8 m de médiane (profondeur de disparition d'un disque de Secchi).

## Reproduction
Les femelles de cette espèce pondent de gros œufs et ce sont des incubateurs buccaux comme la plupart des Ariidae, qui peuvent avoir des œufs entre 14 et 26 mm de diamètre. Dans la plupart des publications, il est rapporté que ce sont les mâles qui portent des œufs relativement gros et des larves écloses dans leur bouche. Parmi les espèces d'Ariidae estuariennes et marines, des mouvements anadromes associés à la reproduction ont été signalés chez cette espèce dont la durée de la saison de frai peut atteindre sept mois.

## Alimentation
Ce poisson-chat vit dans la vase et se nourrit d'invertébrés ; il quitte parfois le fond pour se nourrir de proies en pleine eau.

## Pêche
L'espèce est capturée à l'aide de chaluts de fond, sennes coulissantes, filets de fond fixes, filets maillants et lignes de fond, mais également avec des pots et des pièges (ou trappes). Elle est commercialisée fraîche, séchée, salée, fumée et convertie en nourriture pour poissons.
Il est rare d'avoir des statistiques de pêches séparées pour cette espèce, généralement regroupée avec les autres Ariidae, mais elle représente probablement une part significative des captures de poissons-chats des pêcheries ouest-africaines. Par exemple, en Mauritanie entre 2000 et 2006, C. heudelotii a représenté autour de 4,1% des captures de la pêche artisanale (3 378 t/an en moyenne), et elle a été la principale espèce côtière capturée par les chalutiers de pêche artisanale sénégalaise entre 1973 et 1989.

## Protection
Carlarius heudelotii a été évalué pour la Liste rouge de l'UICN des espèces menacées en 2011 et à cette date, l'espèce était classée dans la catégorie « Préoccupation mineure ». Ce statut a été confirmé lors de la révision du statut des espèces de l'Atlantique Centre-Est effectuée en 2016.

## Systématique
Le nom valide complet (avec auteur) de ce taxon est Carlarius heudelotii (Valenciennes, 1840). L'espèce a été initialement classée dans le genre Arius sous le protonyme Arius heudeloti Valenciennes, 1840. Elle a été classée en 2003 dans un nouveau genre, Carlarius, par Alexandre Pires Marceniuk (d) qui les a reconnus comme une lignée monophylétique.
Carlarius heudelotii a pour synonymes :
- Arius heudeloti Valenciennes, 1840
- Arius heudelotii Valenciennes, 1840
- Arius mercatoris Poll, 1949
- Bagrus goreensis Guichenot, 1858
- Tachysurus heudelotii (Valenciennes, 1840)
- Tachysurus mercatoris (Poll, 1949)

## Étymologie
L'épithète spécifique, heudelotii, est en l'honneur du botaniste français Jean-Pierre Heudelot (1802-1837), qui a collecté et/ou fourni des types provenant du haut Sénégal.